# Part of the Light
Part of the Light è il settimo album in studio del cantautore statunitense Ray LaMontagne, uscito il 18 maggio 2018 e prodotto dalla RCA Records. Il brano Such a simple Thing è il primo singolo tratto dall'album.

## Tracce
1. To the Sea – 5:12
2. Paper Man – 4:25
3. Part of the Light – 4:20
4. It's Always Been You – 5:37
5. Let's Make It Last – 4:27
6. As Black as Blood Is Blue – 4:45
7. Such a Simple Thing – 4:58
8. No Answer Arrives – 5:14
9. Goodbye Blue Sky – 7:06